# Pawel Petrowitsch Blonski

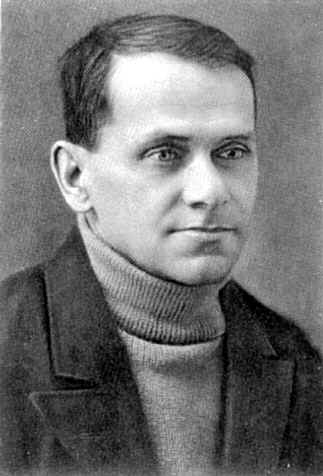
Pawel Blonski

Pawel Petrowitsch Blonski (* 14. Maijul. / 26. Mai 1884greg. in Kiew, Russisches Kaiserreich; † 15. Februar 1941 in Moskau, Sowjetunion) war ein sowjetischer Psychologe. 

## Leben und Werk
Von 1902 bis 1907 studierte er Pädagogik und Psychologie an der St.-Wladimir-Universität in Kiew. Er wurde Mitglied der Partei der Sozialrevolutionäre, 1903, 1905 und 1906 mehrfach inhaftiert. Dann arbeitete er als Lehrer für Pädagogik und Psychologie an mittleren Lehranstalten für Frauen und am Lehrerinnenseminar in Moskau. 1913 folgte ein Magisterexamen (einer Habilitation vergleichbar) für Psychologie und Philosophie, er wurde Privatdozent an der Staatsuniversität Moskau. 1918 wurde er dort Professor für Psychologie und Philosophie.
Er gehörte zu den zentralen Schulreformern unter Lenin im revolutionären Russland. Sein Buch Die Arbeitsschule (1919) sollte die pädagogische Grundlage für die neue Einheitsschule liefern. Die „technisch vollkommene Gesellschaft“ sei gleichbedeutend mit der „sozial vollkommenen Gesellschaft“ und „die Kultur der Zukunft eine industriell-kollektivistische Kultur“. Von 1919 bis 1931 war er Lektor und Professor an der Akademie für kommunistische Erziehung. 1923 erschien ein Lesebuch für Schüler ländlicher Schulen: Rote Morgenröte, 1925 folgte sein Hauptwerk Pädologie, gegen das 1936 die KP nachhaltig votierte. 1930 bis 1940 leitete er das Labor für das Gedächtnis – später Labor für Denken und Sprache.
Blonski favorisierte die polytechnische Bildung als Grundlage für später einsetzende berufliche Spezialausbildung. Damit geriet er in Gegensatz zu den Gewerkschaften und dem Komsomol, die lieber die Schulzeit verkürzen wollten.
Weiter führte er den behavioristischen Ansatz in die russische Psychologie ein. In den 1930er Jahren wurde er heftig kritisiert, weil er sich an psychologische Tests und Studien über angeborene Fähigkeiten hielt. Er widersprach dem Vererbungsskeptiker Aron Salkind von einem genetischen Standpunkt aus.
Im Roman Treibeis (2016) von Libuse Monikova wird auf ihn angespielt.

## Schriften
- Die Arbeitsschule. Hg. von Horst E. Wittig, Paderborn 1973 ISBN 978-3506783653 (zuerst Berlin 1921, in der DDR Berlin 1986 ISBN 9783062127229)
- Pädologie. Ein Lehrbuch für die pädagogischen Fachhochschulen, (1925) Moskau 1934
- Gedächtnis und Denken, 1935

## Einzelbelege
1. ↑  Eintrag zu Блонський Павло Петрович in der Enzyklopädie der modernen Ukraine; abgerufen am 1. August 2020 (ukrainisch)
2. ↑  Marc Depaepe: Zum Wohl des Kindes?: Pädologie, pädagogische Psychologie und experimentelle Pädagogik in Europa und den USA, 1890-1940. Leuven University Press, 1993, ISBN 978-3-89271-438-5 (google.de [abgerufen am 1. August 2020]).
3. ↑  R. A. Fando: Die Anfänge der Eugenik in Russland: Kognitive und soziokulturelle Aspekte. Logos Verlag Berlin GmbH, 2014, ISBN 978-3-8325-3738-8 (google.de [abgerufen am 1. August 2020]).
4. ↑  Libuse Moníková: Treibeis: Roman. Carl Hanser Verlag GmbH & Company KG, 2016, ISBN 978-3-446-25242-4 (google.de [abgerufen am 1. August 2020]).

| Personendaten    | Personendaten                                               |
| ---------------- | ----------------------------------------------------------- |
| NAME             | Blonski, Pawel Petrowitsch                                  |
| ALTERNATIVNAMEN  | Blonsky, P. P.; Blonski, P. P.; Blonskij, Pavel Petrowitsch |
| KURZBESCHREIBUNG | sowjetischer Pädagoge                                       |
| GEBURTSDATUM     | 26. Mai 1884                                                |
| GEBURTSORT       | Kiew, Russisches Kaiserreich                                |
| STERBEDATUM      | 15. Februar 1941                                            |
| STERBEORT        | Moskau, Sowjetunion                                         |